# Стобски пирамиди
Стобските пирамиди са едни от най-популярните сред туристите скални пирамиди в България. Включени са в Червената книга на България като критично застрашено природно местообитание.
Намират се над село Стоб, в западния дял на Рила планина. Предствляват сложна композиция от остри и игловидни, а в по-голямата си част пирамидални или конусовидни земни форми. Някои от тях завършват с „каменни шапки“ с размери 0,8 – 1,0 m, наподобявайки гъби. Изваяни са в дебели до 30 – 40 m старокватернерни вилафрански флувиоглациални наслаги. Средната височина на отделните форми е 6 – 10 m, а максималната е 12 m. Голяма част от тях са съединени в основата си и формират живописни и много разнообразни групи. Оцветяването на седиментите варира от светло жълто до тъмно кафяво и червено. Малка част от местообитанието е на северен склон, повечето са на южния склон. През 1964 г. Стобските пирамиди са обявени за природна забележителност.
Най-характерни са скалите, лишени от растителност или със съобщества в начални стадии на развитие. Преобладават топлолюбивите и сухолюбиви субсредиземноморски растения. Срещат се зимен дъб, с участието на келяв габър, мъждрян, бадемолистна круша, маслинолистна круша, брекина, полски бряст. От храстите са разпространени обикновен дрян, обикновена леска, обикновен глог, обикновена маслинка, на каменливи и ерозирани или скали места се срещат плюскач, обикновена смрадлика, обикновена хвойна, червена хвойна, драка, мукина, люляк. От тревните видове са разпространени горски късокрак, гергевка, разнолистна власатка, горска ливадина.

## Легенди
Местна легенда разказва за възникването на Стобските пирамиди: Преди много години на мястото на пирамидите се простирала голяма равнина. Когато имало сватба или друго събитие, хората от селото се стичали на мегдана и се веселели. В селото имало двама влюбени млади хора. Майката на момичето не била съгласна дъщеря ѝ да се омъжи за своя любим, но въпреки всичко момичето и момчето решили да вдигнат сватба. Когато майката разбрала, отишла в равнината, забила надълбоко един голям кръст и проклела дъщеря си, когато целуне свекъра си всички гости на сватбата да се превърнат в камъни. Денят на сватбата дошъл. Всички били много щастливи, само майката си останала вкъщи и се молела горещо клетвата ѝ да застигне дъщеря ѝ. Когато хорото се извило чак до равнината и дошъл моментът булката да целуне свекъра си, в този момент всички сватбари се превърнали в камъни. От този ден в село Стоб се издигат приказни пирамиди, напомнящи за една незабравима история.
Популярна е и друга легенда, която може да бъде разказана от всеки жител на живописното село Стоб. На няколко километра в планината нагоре от пирамидите се намирало село Бозовая, разположено на няколко хълма и различни махали: Кольова, Вучкова, Топалска, Тачова, Хаджи-стоянова и др. Двама млади се залюбили и решили да се оженят. Тръгнали сватбарите надолу по пътеката към Стоб, защото само там имало подходяща християнска черква, минали през местността „Момена“, стигнали до пътеката на съседния на пирамидите рид. Този рид се вижда в североизточна посока, към изгрева на слънцето. Булката обаче била толкова красива, че кумът не издържал на изкушението, погледнал я и се приближил да я целуне. В този миг Бог се разлютил и превърнал всички сватбари в камък. И сега може да се види процесията от сватбари по съседния склон на пирамидата, като телата им образуват също така красиви пирамиди.
Древните хроники изобилстват от сведения за гр. Стоби, за неговите крепостни стени и кули, рудници и водопроводи. Градът достига разцвет през IX век, вероятно е бил разрушен през XII век и възстановен по време на Втората българска държава. Константин Иречек описва видяното още при първите си обиколки по тези земи в края на XIX век. „Стоб лежи на левия бряг на р. Рила – пише в своите „Пътувания по България“ Иречек, – насреща на десния стърчат в ливадите три високи тревисти могили. Над селото на върха се виждат развалини от стара крепост, от която е останал още един къс от кула с прозорец; тази кула от някои се наричаше Петрова кула, което може би е във връзка с разказите за българския цар Петър в легендите за св. Иван Рилски. Исках да се изкача горе, но жителите твърдяха, че градището е съвършено непристъпно вследствие смъкването на глинестия, с конгломерат напълнен терен. Една ливада под крепостта се нарича „Сарай“, оттук уж някога крепостта била превземана. Няма съмнение, че това е крепостта Стоб, добре позната от паметниците от XI – XIV век.“
За града Стоби и храма „Св. Прокопий“ може да се прочете и в известния Хрисовул (златопечатна царствена грамота) на цар Иван Шишман, дадена на Рилския манастир през 1378 г. В Хрисовула, съхраняван в манастирския музей, цар Иван Шишман се позовава на своето върховно право на собственост върху държавата и дарява Рилската обител с феодална собственост; в него той споменава „на свети Прокопий на двата камъка ...“, а вероятно повлиян от сведенията за свободолюбието на местното население, владетелят предупреждава: „Също така и градът Стоби никак да няма власт над манастирските люде, нито над техните владения, нито дори на косъм ...“.
От черквата до върха на пирамидите предстои приятна 40-минутна разходка, неподвластна на годишните сезони.